# Discussion sur les hommes de couleur

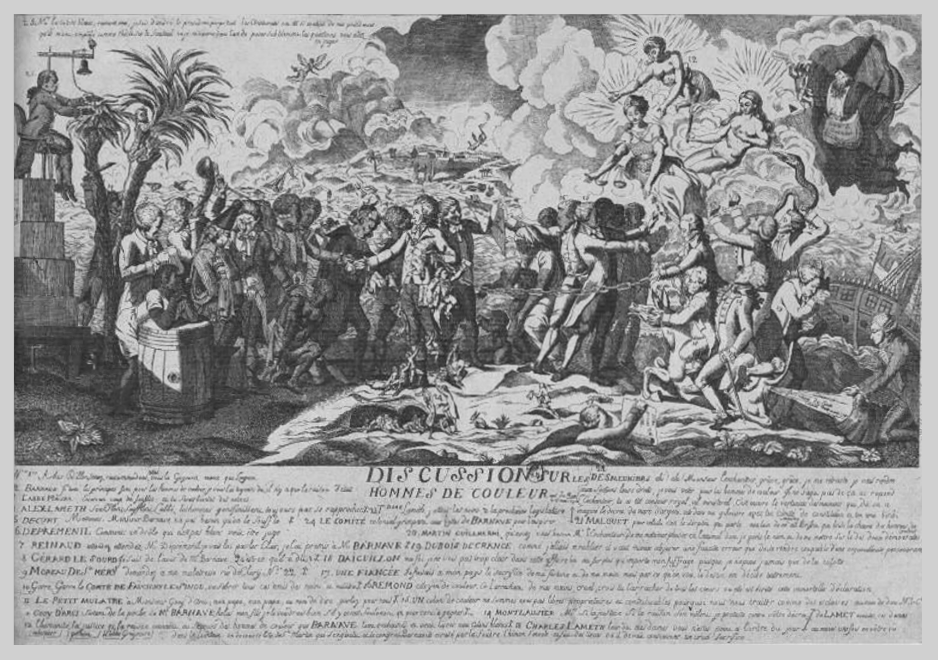
Discussion sur les hommes de couleur

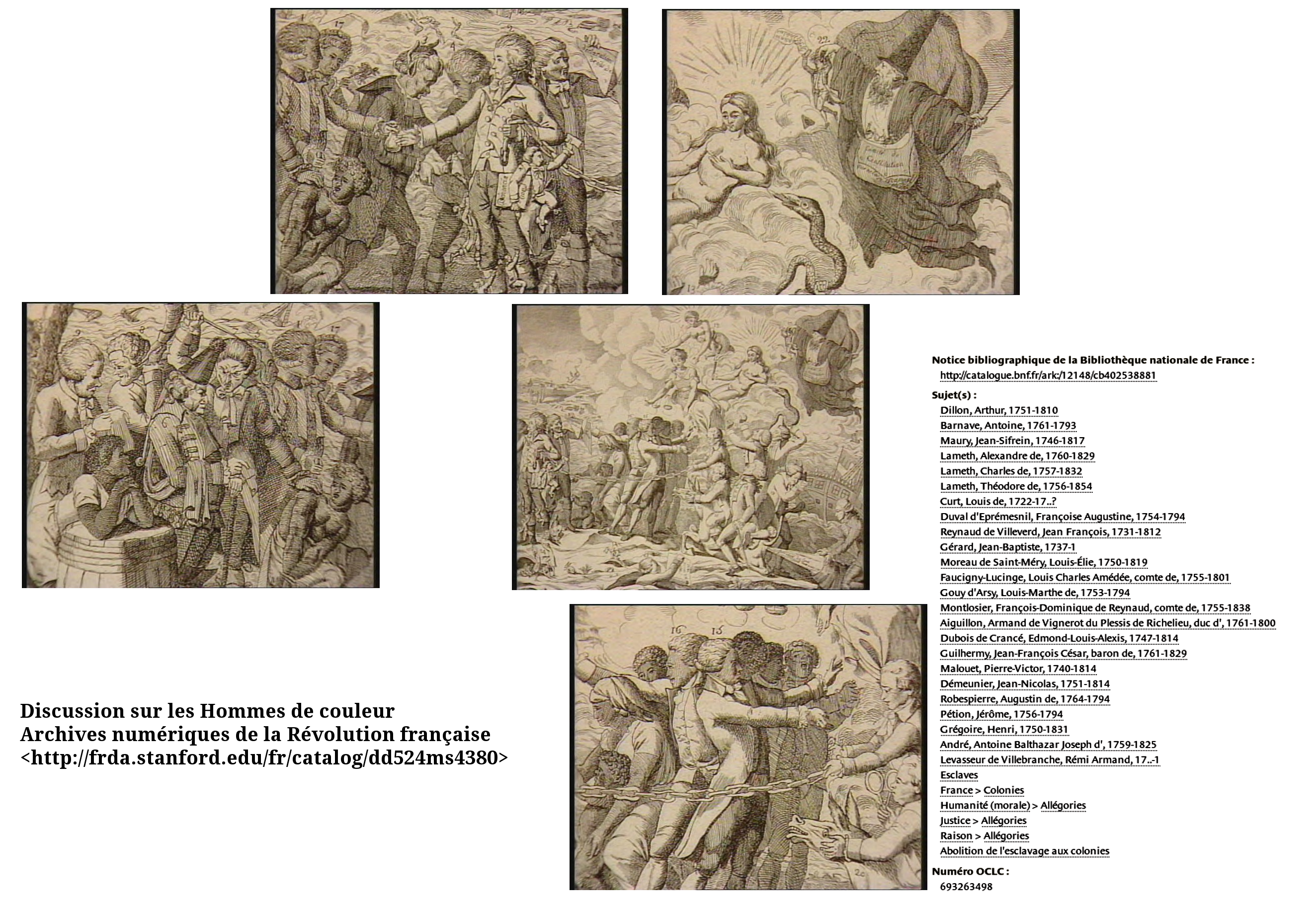
Abolition de l'esclavage du 4 février 1794, Discussion sur les Hommes de couleur

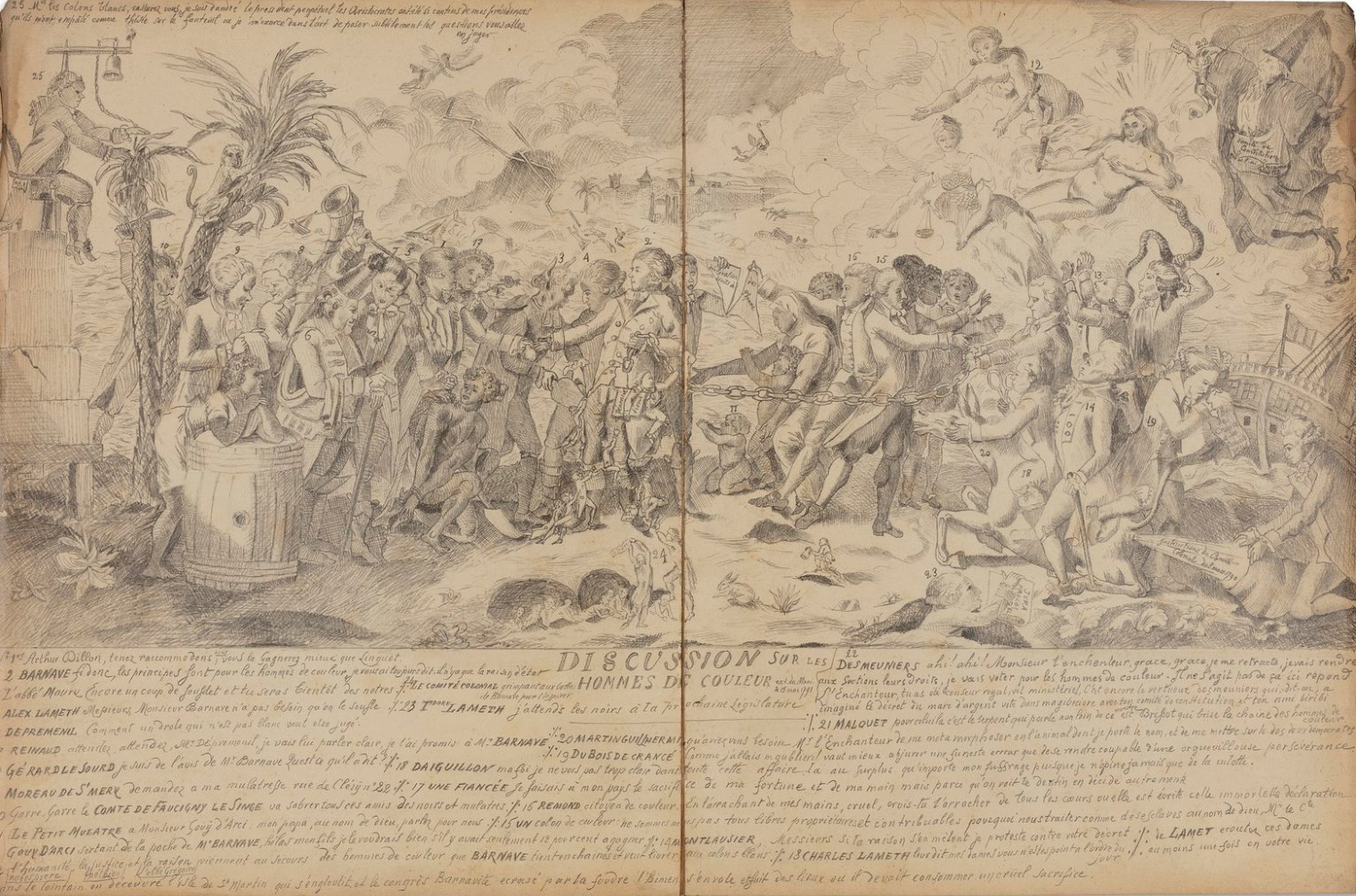
Discussion sur les hommes de couleur (Maixent Guétrot: Étude sur l’histoire politique et sociale de Saint-Domingue. 1789-1792. S.l.n.d. [1903])

Discussion sur les hommes de couleur (frz.; dt. wörtlich „Diskussion über die Menschen von Farbe“) ist ein Druck, der nach den Debatten vom Mai 1791 über den Status der Farbigen in den französischen Kolonien entstand. Das digitalisierte Exemplar in der Bibliothèque Nationale de France gilt als ein sehr schlechtes.
In ihrem Buch L'aristocratie de l'épiderme. Le combat de la Société des citoyens de couleur, 1789-1791 bietet die Historikerin Florence Gauthier eine Lesart an, die auf der Bildunterschrift basiert, sie

„...montre le triomphe moral de Julien Raimond et de ses alliés du côté gauche, en une large fresque détaillée et légendée / ..zeigt den moralischen Triumph von Julien Raimond und seinen Verbündeten auf der linken Seite in einem großen, detaillierten und beschrifteten Fresko.“

## Dargestellte Personen
Die meisten der auf dem Druck abgebildeten Personen tragen eine Nummer, die auf die Legende und die ihnen zugeschriebene Rede verweist. Nicht alle wurden identifiziert.
1. Arthur Dillon, 1751–1810
2. Antoine Barnave, 1761–1793
3. Jean-Siffrein Maury, 1746–1817
4. Alexandre de Lameth, 1760–1829
5. Charles Malo de Lameth, 1757–1832
6. Théodore de Lameth, 1756–1854
7. Louis de Curt, 1722–17..?
8. Françoise-Augustine Duval d'Eprémesnil, 1754–1794
9. Jean-François Reynaud de Villeverd, 1731–1812
10. Jean-Baptiste Gérard, 1737–1815
11. Médéric Louis Élie Moreau de Saint-Méry, 1750–1819
12. Louis Charles Amédée, comte de Faucigny-Lucinge, 1755–1801
13. Louis-Marthe de Gouy d'Arsy, 1753–1794
14. François Dominique de Reynaud, comte de Montlosier, 1755–1838
15. Armand Désiré de Vignerot du Plessis, 1761–1800
16. Edmond Louis Alexis Dubois de Crancé, 1747–1814
17. Jean-François-César de Guilhermy, 1761–1829
18. Pierre-Victor Malouet, 1740–1814
19. Jean-Nicolas Démeunier, 1751–1814
20. Augustin Robespierre, 1764–1794
21. Jérôme Pétion de Villeneuve, 1756–1794
22. Henri Grégoire, 1750–1831
23. Antoine Balthazar Joseph d'André, 1759–1825
24. René Armand Le Vasseur de Villeblanche, 17..–1?
25. Sklaven